# Johannes Eugenius Warming

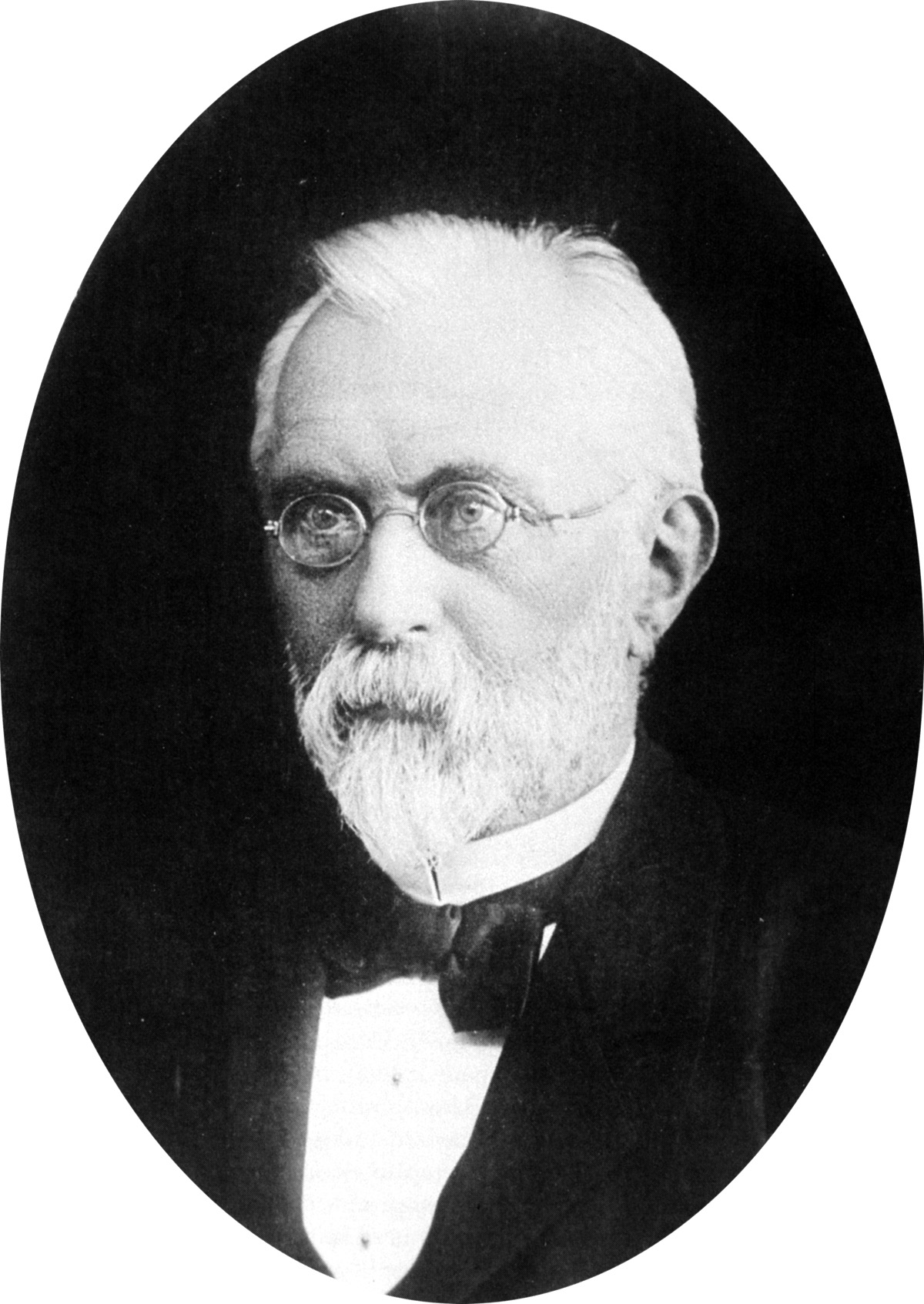
Johannes Eugenius Warming

Johannes Eugenius Warming (1841–1924) – duński botanik i fitogeograf. Wraz z Andreasem Schimperem jest współtwórcą kierunku ekologicznego w geografii roślin – współtwórcą ekologii roślin, autorem przełomowej książki (duń.) Plantesamfund: Grundtræk af den økologiske Plantegeografi, wydanej w roku 1895 (wyd. ang. Oecology of Plants: Introduction to the study of plant-communities, Oxford: Clarendon Press, 1909), zawierającej pierwszy opis koncepcji zbiorowisk roślinnych (fitocenoz). Dokonał klasyfikacji formacji roślinnych. Był profesorem Uniwersytetu Kopenhaskiego oraz dyrektorem ogrodu botanicznego w Kopenhadze.